# 圣母领报主教座堂 (维琴察)

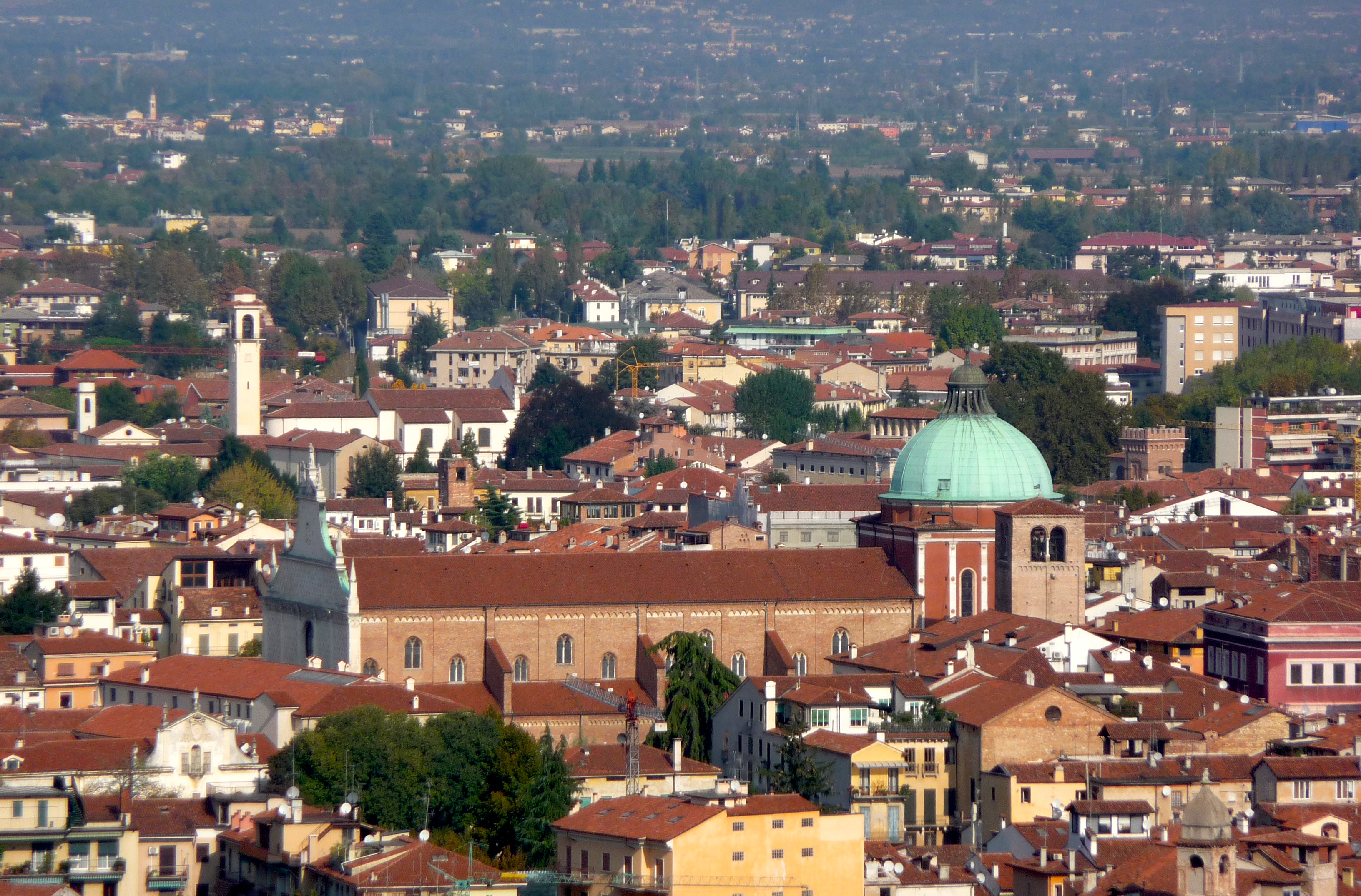

圣母领报主教座堂（義大利語：Cattedrale di Santa Maria Annunziata）或维琴察大教堂 (義大利語：Duomo Di Vicenza) 是天主教维琴察教区的主教座堂，位于意大利威尼托大区维琴察，供奉圣母领报。
该堂始建于1482年，完成于1560年代。
只有立面在二战轰炸中幸存。其余部分均为战后重建。

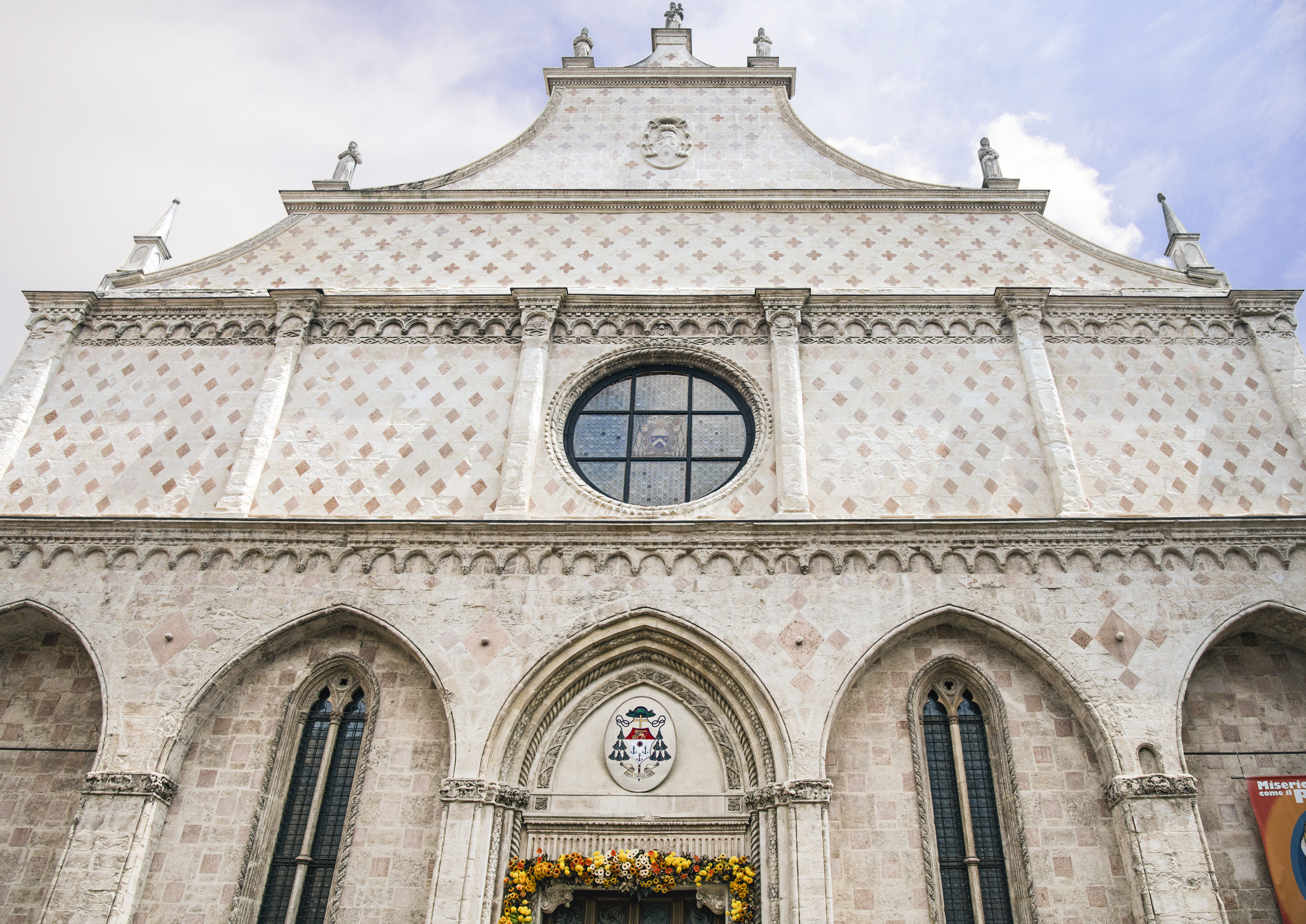
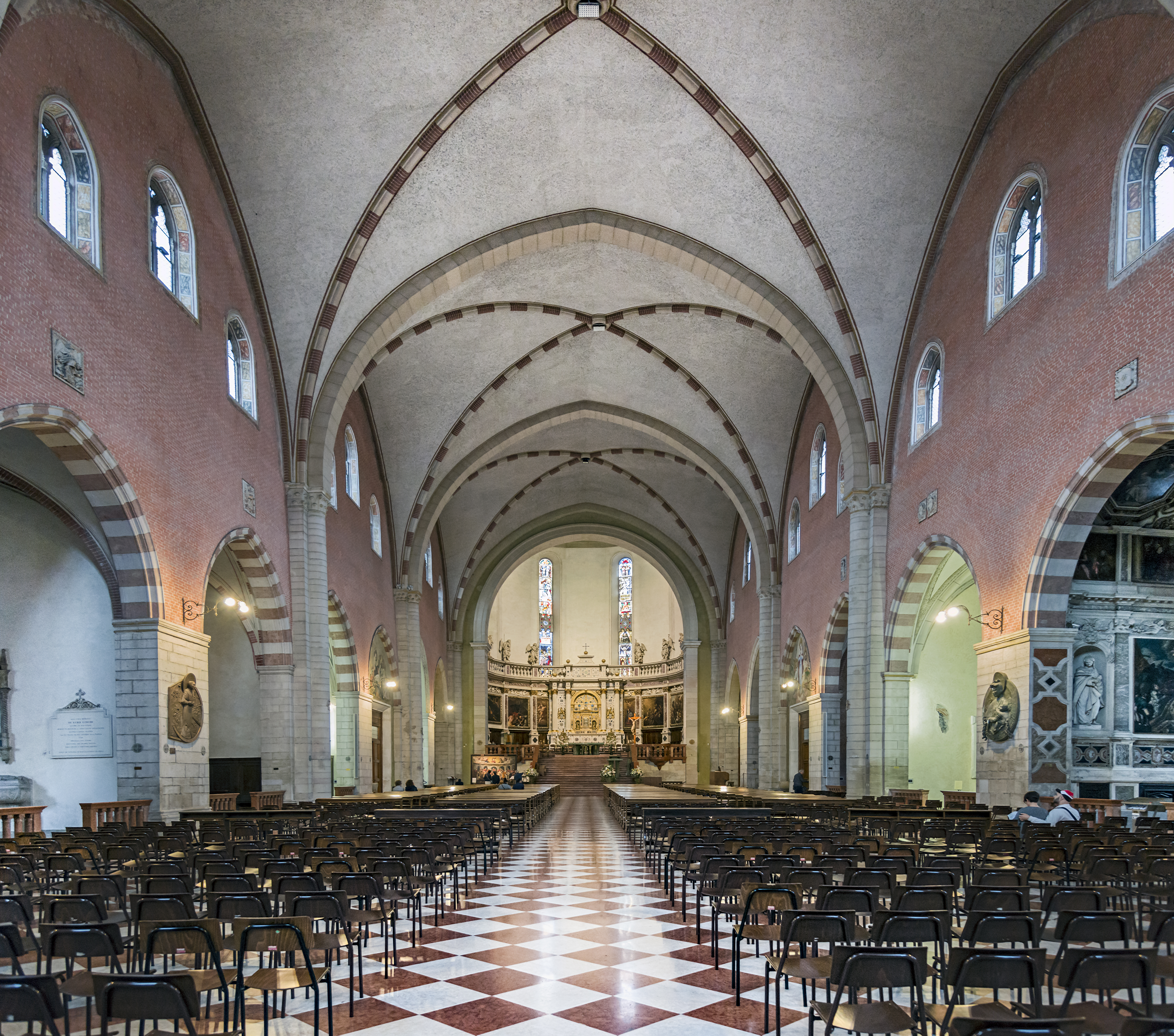